# Continentale Motorschiffahrts AG
Die Continentale Motorschiffahrts A.G. (COMOS) war eine holländisch-österreichische Donau-Reederei.

## Geschichte
Die Reederei entstand am 1. Mai 1922 in Amsterdam durch Zusammenschluss der dem Fanto-Konzern nahestehenden Donau-Petroleum-Motorschiffs-AG (Donau Tank Motor Scheepvart My) und der zum Einflussbereich den der Familie Rothschild gehörenden Witkowitzer Eisenwerke angehörigen Continental Flußschiffahrts-Gesellschaft. Zweck war der Transport von Rohöl und Erdölprodukten auf der Donau.
Obwohl das Aktienkapital bei österreichischen Banken lag, war die Gesellschaft eine holländische Aktiengesellschaft mit Firmensitz und Schiffsregistrierung in Amsterdam. Das Unternehmen war ursprünglich eine Tochterfirma des Fanto-Konzerns, welche damit in Eigenregie ihre Erdölprodukte transportieren wollte. Mitbegründer und Leiter sowie Teilhaber war der spätere DDSG-Generaldirektor Josef Bauer. Der holländische Firmenname lautete Continentale Motor Scheepvaart Maatschappij.
Mit Stand 1924 besaß die COMOS ein Dampfschiff und acht Motortankschiffe sowie einige Tankkähne. Die Anzahl der Schiffe vergrößerte sich mit der Zeit, die meisten Schiffe stammten aus der Schiffswerft Linz. Durch den gezielten Einsatz von Motorschiffen gelang es dem Unternehmen, günstiger zu wirtschaften als die durch die Folgen des Ersten Weltkrieges ins Wanken geratene DDSG.
1928 konnte mit dem Dreischrauben-Motorschlepper „Amsterdam“ das bis dahin stärkste Motorschiff auf der Donau in Betrieb genommen werden. Das Schiff war 55 m lang, 8 m breit und hatte einen Tiefgang von nur 1,10 Metern. Zwei Deutz- und ein „Climax“-Dieselmotor (Eigenprodukt der Schiffswerft Linz) zu je 400 PS trieben das Schiff an.
In der Zwischenkriegszeit kam das Unternehmen mitsamt dem Mutterkonzern in den Einflussbereich der von der Familie Rothschild dominierten Creditanstalt, Schiffsnamen wie „Nimrod“ und „Clarice“ deuten ebenfalls darauf. Nachdem man sich bereits vorher der französischen Donauschifffahrt angenähert hat, trat die COMOS 1937 dem Tarifabkommen der Donauschifffahrt (bestehend aus DDSG, Bayerischer Lloyd, ungarischer MFTR und Süddeutscher DDSG) bei.

### Firmensitzverlagerung nach Wien
Der Firmensitz wurde in den 1930er Jahren – vermutlich im Zuge der Übernahme durch die Creditanstalt – nach Wien verlegt. Zu dieser Zeit war die Gesellschaft neben dem Transport von Erdölprodukten auch im Getreide-Verkehr tätig. Nach dem Anschluss Österreichs ans Deutsche Reich geriet die vormals unabhängige COMOS in den Einflussbereich der Nationalsozialisten. Ab April 1939 war die COMOS Teil der Betriebsgemeinschaft der Donaureedereien für den Güterverkehr. Spätestens 1940 wurde die Reederei nach der Kapitulation der Niederlande von den Nationalsozialisten übernommen, arisiert und gemeinsam mit der DDSG den Hermann Göring-Werken angeschlossen, der holländische Aktienbesitz liquidiert. Wehte bis in dieses Jahr die niederländische Flagge am Heck der COMOS-Schiffe, war es ab nun die Hakenkreuzflagge. Zu dieser Zeit war die Reederei recht profitabel, der Reingewinn betrug im Jahr der Arisierung immerhin 393.712 Reichsmark und die Dividende 6 %. Die Schiffe und Schleppkähne boten Fassungsraum von zusammen 51.000 Tonnen. Im Kriegsjahr 1942 konnte die Gesellschaft trotz großer Probleme ihren Fuhrpark durch Neuerwerbungen vergrößern.
Nach 1945 war die COMOS Teil des von der sowjetischen Besatzungsmacht kontrollierten „Deutschen Eigentums in Österreich“ (USIA). Als Tochterfirma der Creditanstalt gelang es der Reederei nach dem Staatsvertrag 1955 weiterhin selbständig zu bleiben und Schiffsneubauten bei den Werften Linz und Korneuburg in Auftrag zu geben. Zu einem nicht bekannten Zeitpunkt wurde die Gesellschaft von einer Aktiengesellschaft in eine Ges.m.b.H umgewandelt.

#### 1958 Einführung der Schubschifffahrt
1958 wurde das erste Motorschiff auf der Donau mit Schottel-Antrieb in Betrieb genommen. In den 1960er Jahren stellte die Reederei von der Zugschifffahrt auf die weniger personalintensive Schubschifffahrt um. Besaß die COMOS 1961 noch 6 Zugschiffe, 24 Güter- und 22 Tankkähne – so waren es 1970 nur mehr ein Motorzugschiff, dafür aber vier Motorgüterschiffe, zwei zu Schubschiffen umgebaute Güterschiffe, drei Motortankschiffe, einen Bugsierer, sechs Güterkähne, 10 Tankkähne und vier Schubleichter. Die Schiffe wurden teilweise von der DDSG übernommen.
Mit 1. August 1974 löste sich die Continentale Motorschiffahrts Ges.m.b.H auf. Die Schiffe und das Personal wurden von der DDSG übernommen.